# 型號
型號（model (product); product model），通常是指商業產品，同系列的子產品，為了區隔出廠順序，而給予不同的型號。型號設定通常是以英文字母開頭，阿拉伯數字而後，例如富士數位相機有j100、j150等。除了商業產品外，有些軍事武器，也以這種方式命名。例如：F16、F14戰機。